# Hymenochirus feae
Hymenochirus feae es una especie de anfibio anuro de la familia Pipidae.

## Distribución geográfica
Esta especie es endémica de la provincia de Ogooué-Maritime en Gabón.

## Etimología
Esta especie lleva el nombre en honor a Leonardo Fea (1852-1903) que obtuvo los primeros ejemplares. 

## Publicación original
- Boulenger, 1906 "1905" : Report on the batrachians collected by the late L. Fea in West Africa. Annali del Museo Civico di Storia Naturale di Genova, sér. 3, vol. 2, n.º 42, p. 157-172[4]